# Томас, Росс (писатель)
Росс Томас (англ. Ross Thomas) (19 февраля 1926 — 18 декабря 1995) — американский писатель, репортёр, сценарист. Наиболее известен своими остроумными триллерами, которые раскрывают механизмы профессиональной политики.
Также он написал несколько детективных романов, среди которых можно выделить написанные под псевдонимом Оливер Блик о профессиональном посреднике Филипе Сент-Иве.

## Биография
Росс Томас родился 19 февраля 1926 года в Оклахома-Сити.
Во Вторую мировую войну служил в пехоте на тихоокеанском фронте, в частности, принимал участие в военных действиях на Филиппинах.
После войны закончил Оклахомский университет, получив степень бакалавра искусств. До того, как стать писателем, работал репортёром в США и заграницей, пресс-секретарем профсоюза фермеров и организации VISTA (Добровольцы на службе Америке).
В качестве политконсультанта с разной степенью успешности участвовал в нескольких избирательных кампаниях
в США и Германии (в Бонне). В Нигерии был советником африканского племенного вождя, пытавшегося стать первым постколониальным премьер-министром в этой стране (на основе этого опыта был написан роман «Выборы» (The Seersucker Whipsaw)).
Был соавтором PR-книги «Warriors for the Poor: The Story of VISTA».
Его дебютный роман, «Обмен времен „Холодной войны“» (The Cold War Swap), был написан за шесть недель
и завоевал в 1967 году премию Эдгара Аллана По за лучший первый роман американского писателя.
Произведение «Тернистый путь» (Briarpatch) получило в 1985 году эту же премию в категории «Лучший роман».
В 2002 году он был удостоен Детективной Премии за жизненные достижения (Gumshoe Lifetime Achievement Award).
Один из двух авторов, которые получили эту награду посмертно (другим был Эд Макбейн, автор серии «87-й полицейский участок» в 2006 году).
Он умер от рака легких в Санта-Монике 18 декабря 1995 года за два месяца до своего 70-летия.

## Произведения под именем Росс Томас

### Майк Падильо и «Мак» Маккоркл
1. The Cold War Swap (1966) — Обмен времен «Холодной войны» [Другие названия: Агент из ресторана, Шпион и ресторатор]
2. Cast a Yellow Shadow (1967) — Жёлтая тень [Другое название: Супершпион, числящийся в мертвых]
3. The Backup Men (1971) — Подставные люди [Другое название: Убить короля]
4. Twilight at Mac’s Place (1990)

### Арти Ву и Куинси Дюран
1. Chinaman’s Chance (1978)
2. Out On The Rim (1987)
3. Voodoo, Ltd (1992)

### Вне серий
- The Seersucker Whipsaw (1967) — Выборы
- Singapore Wink (1969) — Каскадер из Сингапура  [Другое название: Смерть в Сингапуре]
- The Fools in Town are on Our Side (1970)
- The Porkchoppers (1972) — Прилипалы
- If You Can’t Be Good (1973) — Хочешь жить — не рыпайся [Другое название: Если не сможешь быть умничкой]
- The Money Harvest (1975)
- Yellow Dog Contract (1976) — Жёлтый билет
- The Eighth Dwarf (1979) — Восьмой гном
- The Mordida Man (1981)
- Missionary Stew (1983)
- Briarpatch (1984) — Тернистый путь
- The Fourth Durango (1989) — Четвёртый Дюранго
- Ah, Treachery! (1994)

### Документальные произведения
- Warriors for the Poor: The Story of VISTA, Volunteers In Service to America (в соавторстве с Уильямом Х. Круком) (1969)
- Spies, Thumbsuckers, Etc. (1989)

## Произведения под псевдонимом Оливер Блик

### Филип Сент-Ив
1. The Brass Go-Between (1969) — Щит Компорена [Другое название: Самые искусные воры]
2. Protocol for a Kidnapping (1971)
3. The Procane Chronicle (1971) — Честный вор [Другие названия: Дневники Прокейна, Дело на миллион]
4. The Highbinders (1973)
5. No Questions Asked (1976) — Без вопросов